# جاك كومبتون
جاك كومبتون (بالإنجليزية: Jack Compton)‏ هو لاعب كرة قدم أسترالية أسترالي، ولد في 14 فبراير 1918، وتوفي في 26 يوليو 1983.

## وصلات خارجية
- جاك كومبتون على موقع AustralianFootball.com (الإنجليزية)
- جاك كومبتون على موقع AFLtables.com (الإنجليزية)